# Diadegma pilosum
Diadegma pilosum là một loài tò vò trong họ Ichneumonidae.